# Mamers
Mamers (Aussprache: [mamɛʁs]) ist eine französische Gemeinde mit 5080 Einwohnern (Stand 1. Januar 2022) im Département Sarthe in der Region Pays de la Loire; sie ist Verwaltungssitz des Arrondissements Mamers und Hauptort des Kantons Mamers. Sie ist eine mit dem Regionalen Naturpark Normandie-Maine assoziierte Zugangsgemeinde.

## Lage
Die Stadt liegt im Saosnois, 46 Kilometer nordöstlich von Le Mans an der Grenze des Départements Sarthe zum Département Orne und wird vom Flüsschen Dive durchquert. Alençon und Mortagne-au-Perche sind jeweils 25 Kilometer entfernt.

## Nachbargemeinden
- Commerveil
- Marollette
- Origny-le-Roux
- Saint-Longis
- Saint-Rémy-des-Monts
- Suré

## Bevölkerungsentwicklung
- 1990: 6071
- 1999: 6084
- 2007: 5679
- 2015: 5304

## Sehenswürdigkeiten
- Couvent de la Visitation
- Kirche Notre Dame
- Kirche Saint Nicolas
- Les Halles

## Städtepartnerschaften
- Gerolzhofen in Deutschland seit 1972

- Sè (Mono) in Benin

- Market Rasen in England (lief im Januar 2017 aus[1])

## Persönlichkeiten
- Joseph Caillaux (1863–1944), Politiker
- Jean-Bernard Bouvet (* 1969), Autorennfahrer